# Ехмея
Ехмея (Aechmea) — рід багаторічних трав'янистих рослин родини бромелієві (Bromeliaceae) поширених в Центральній та Південній Америці.
Включає від 250 до 300 видів.
Багато представників роду ехмея — красиві декоративні рослини.
Представники роду ехмея — епіфіти, рідше наземні рослини, що утворюють вегетативні пагони які легко вкорінюються.